# The Onyx Hotel Tour
Az Onyx Hotel Tour Britney Spears amerikai énekesnő ötödik koncertsorozata. Britney a turnéval a 2003-as In the Zone albumát népszerűsítette. 2003 decemberében jelentették be, hogy az énekesnő ismét turnéra indul. A turné eredetileg az "In the Zone Tour" elnevezést kapta volna, de  védjegy per miatt az "Onyx Hotel Tour" nevet választották. A turné színpadi elrendezését a Broadway musicalek inspirálták. A dallistát leginkább az "In The Zone" album dalai tartalmazta, emellett a jazz és latin zene műfajai is megjelentek.
A turné hét részből állt, ezek voltak a  Check-In, Mystic Lounge, Mystic Garden, The Onyx Zone, Security Cameras, Club és a ráadás. 
A koncertsorozat kereskedelmileg sikeres volt, 34 millió dolláros bevétellel. 2004 márciusában az énekesnő térdsérülést szenvedett a színpadon, így két koncertet elhalasztottak. 2004 júniusában az "Outrageous" forgatása alatt Britney térde ismét lesérült, ezért a további koncerteket törölték. A műsort 2004. március 28-án rögzítették Miami-ban, DVD-kéntis megjelent (Britney Spears Live From Miami). A lisszaboni Rock in Rio fesztiválról élőben rögzítették a turnét 2004. június 5-én.
Az énekesnő első alkalommal jött Magyarországra, 2004. május 23-án a Papp László Budapest Sportarénában lépett fel.

## Nyitó előadók
- Kelis (Észak-Amerika)
- Skye Sweetnam (Észak-Amerika és Európa)
- JC Chasez (Európa)
- Wicked Wisdom (Európa)

## Dallista
1. Felvolnás: Check-In
1. "Toxic"
2. "Overprotected" (The Darkchild Remix)
3. "Boys" (The Co-Ed Remix)
4. "Showdown"

2. Felvonás: Mystic Lounge
1. ...Baby One More Time
2. "Oops!… I Did It Again"
3. "(You Drive Me) Crazy"

3. Felvonás: Mystic Garden
1. "Everytime"
2. "The Hook Up"
3. "I’m a Slave 4 U"

4. Felvonás: The Onyx Zone
1. "Shadow"

5. Felvonás: Security Cameras
1. "Touch of My Hand"
2. "Breathe on Me"
3. "Outrageous"

6. Felvonás: Club
1. "(I Got That) Boom Boom"

Ráadás: Check-Out
1. "Me Against the Music" (Rishi Rich's Desi Kulcha Remix)

- Az "Oops!...I Did It Again" és "Touch of My Hand" című dalok nem voltak a Rock in Rio-i dallistán.

## Jegyeladás
| Helyszín                             | Város         | Eladott jegy / Összes jegy | Bevétel     |
| ------------------------------------ | ------------- | -------------------------- | ----------- |
| iPayOne Center                       | San Diego     | 11,578 / 14,391 (80%)      | $666,015    |
| Glendale Arena                       | Glendale      | 13,143 / 13,718 (96%)      | $786,473    |
| Save Mart Center                     | Fresno        | 12,710 / 13,000 (98%)      | $760,384    |
| MGM Grand Garden Arena               | Las Vegas     | 13,297 / 13,297 (100%)     | $1,075,105  |
| Staples Center                       | Los Angeles   | 15,059 / 15,171 (99%)      | $1,060,057  |
| The Arena in Oakland                 | Oakland       | 11,659 / 11,659 (100%)     | $823,963    |
| Rose Garden                          | Portland      | 7,781 / 11,562 (62%)       | $509,675    |
| KeyArena                             | Seattle       | 10,107 / 11,085 (91%)      | $650,208    |
| Pepsi Center                         | Denver        | 11,439 / 15,700 (73%)      | $639,682    |
| Qwest Center Arena                   | Omaha         | 11,871 / 13,567 (87%)      | $626,871    |
| The MARK of the Quad Cities          | Moline        | 8,697 / 10,463 (83%)       | $516,694    |
| Philips Arena                        | Atlanta       | 12,456 / 14,144 (88%)      | $793,814    |
| Jacksonville Veterans Memorial Arena | Jacksonville  | 11,227 / 11,227 (100%)     | $704,961    |
| American Airlines Arena              | Miami         | 12,880 / 12,880 (100%)     | $826,543    |
| TD Waterhouse Centre                 | Orlando       | 10,189 / 10,189 (100%)     | $658,295    |
| Wachovia Center                      | Philiadelphia | 15,400 / 15,400 (100%)     | $1,002,316  |
| Air Canada Centre                    | Toronto       | 15,469 / 16,143 (96%)      | $993,010    |
| Bell Centre                          | Montreal      | 12,942 / 12,942 (100%)     | $857,003    |
| Verizon Wireless Arena               | Manchester    | 9,141 / 9,270 (99%)        | $602,643    |
| Dunkin' Donuts Center                | Providence    | 10,628 / 10,762 (99%)      | $668,506    |
| Sovereign Bank Arena                 | Trenton       | 7,411 / 7,411 (100%)       | $528,784    |
| Continental Airlines Arena           | New Jersey    | 17,000 / 17,219 (99%)      | $959,306    |
| Allstate Arena                       | Rosemont      | 13,383 / 14,882 (90%)      | $866,678    |
| The Palace of Auburn Hills           | Auburn Hills  | 13,059 / 13,998 (93%)      | $730,045    |
| Összesen                             | Összesen      | 288,503 / 310,080 (93%)    | $15,169,553 |